# Tour d'Italie 2024
Le Tour d'Italie 2024 (en italien : Giro d'Italia 2024) est la 107e édition de cette course cycliste masculine sur route, l'un des trois grands tours de la saison. La course a lieu du 4 au 26 mai 2024 et fait partie du calendrier UCI World Tour 2024 en catégorie 2.UWT.
Ce Giro est remporté pour la première fois par le Slovène Tadej Pogačar (UAE Emirates) qui a pris le maillot rose lors de la 2e étape et dominé la course en y remportant six étapes. Le podium est complété par le Colombien Daniel Martínez (Bora-Hansgrohe), qui termine deuxième de cette édition à 9 min 56 s, soit le plus gros écart depuis Vittorio Adorni en 1965. Le Britannique Geraint Thomas, monte sur la troisième marche du podium en terminant à 10 min 24 s. 
Tadej Pogačar s'adjuge aussi le maillot bleu du classement de la montagne tandis que l'Italien Antonio Tiberi (Bahrain Victorious) remporte le maillot blanc de meilleur jeune. L'Italien Jonathan Milan (Lidl-Trek), vainqueur de trois étapes, remporte le maillot cyclamen du classement par points. L'équipe Decathlon AG2R La Mondiale gagne le classement par équipes. Le prix de la combativité est remis au Français Julian Alaphilippe (Soudal Quick-Step).

## Présentation

### Parcours
Le parcours est dévoilé dans son intégralité le 13 octobre 2023. Les 21 étapes totalisent une distance de 3 386,7 km pour un dénivelé positif de 44 650 m. Les territoires de la botte italienne situés au sud de Naples ainsi que la Sicile et la Sardaigne ne sont pas au programme de l'édition 2024. Il est à noter qu'aucun transfert ne doit être effectué lors des deux journées de repos à Naples ainsi qu'à Livigno. Par contre, une distance de plus de 550 km doit être parcourue entre Bassano del Grappa et Rome où se déroule la dernière étape.
Au menu du Giro 2024 : deux contre-la-montre de plus de trente kilomètres, six étapes de haute montagne, sept de moyenne montagne ou accidentée et six étapes de plaine. Six arrivées sont situées au sommet d'un col ou d'une côte lors des 2e, 8e, 10e, 15e, 16e et 17e étapes.
La Cima Coppi est située au Col Sella (altitude 2 236 m) franchi lors de la 17e étape. La Cima Pantani est attribuée au sommet du Sanctuaire d'Oropa (arrivée de la 2e étape).

#### Première semaine: de Turin à Naples
La 1re étape relie Venaria Reale, ville de l'agglomération nord-ouest de Turin, non loin du stade de la Juventus, à Turin dans le Piémont par un tracé accidenté comprenant le premier col du Giro 2024, le Colle Maddalena franchi à 22 km de l'arrivée. Partant de San Francesco al Campo, la première partie de la 2e étape parcourt un terrain plat avant de devenir plus accidenté et de se terminer par la première arrivée au sommet du sanctuaire d'Oropa, site du Patrimoine mondial de l'UNESCO, à Biella. La 3e étape reliant Novare à Fossano est une étape de plaine dans le Piémont. Au départ d'Acqui Terme, la 4e étape ne présente pas de difficultés majeures jusqu'à Andora, au bord de la Mer de Ligurie si ce n'est un col de 3e catégorie franchi à mi-course. Entre les villes ligurienne de Gênes et toscane de Lucques, la 5e étape ne présente pas plus de difficultés que la veille. La 6e étape entre les cités toscanes de Viareggio et Rapolano Terme présente aussi un tracé sans grand relief mais emprunte des chemins blancs à l'instar des Strade Bianche sur une douzaine de kilomètres. Entre Foligno et Pérouse en Ombrie, la 7e étape se court sous la forme d'un contre-la-montre de 40,6 km avec 6,5 derniers kilomètres en montée. Au départ de Spolète (Ombrie), la 8e étape parcourt les Apennins pour la véritable première étape de montagne se terminant au sommet du Prati di Tivo (Abruzzes) après une ultime ascension de 14,6 km. La 9e étape quitte les Abruzzes au départ d'Avezzano pour filer vers le sud et rejoindre la ville de Naples par un tracé relativement plat.

#### Deuxième semaine: de Pompéi aux Alpes par l'Adriatique
Après la première journée de repos passée le long du Golfe de Naples, la 10e étape débute dans la cité antique de Pompéi, lieu le plus méridional du Giro 2024. Cette étape se termine par un profil plus accidenté et une arrivée au sommet de la Bocca della Selva dans la commune de Cusano Mutri (Campanie). De Foiano di Val Fortore à Francavilla al Mare, la 11e étape rejoint les Abruzzes et la Mer Adriatique par une fin de parcours complètement plate. Suivant globalement la côte adriatique, une succession de courtes montées ponctue la 12e étape tracée entre Martinsicuro et Fano dans les Marches. Partant de la station balnéaire de Riccione, la 13e étape traverse l'Émilie-Romagne pour arriver à Cento par un tracé ultra plat. Le second contre-la-montre du Giro 2024 relie Castiglione delle Stiviere à Desenzano del Garda au bord du lac de Garde (Lombardie) lors de la 14e étape sur une distance de 31 km et un tracé légèrement vallonné. Avec 220 km, la 15e étape est la plus longue de l'édition 2024. Au départ de Manerba del Garda, aussi sur les rives du lac de Garde, cette étape alpestre escalade, dans sa dernière partie, trois cols de 1re catégorie dont l'arrivée au sommet à Livigno.

#### Troisième semaine: les Alpes puis arrivée à Rome
La seconde journée de repos se passe à Livigno, commune lombarde de la haute vallée de la Valteline, située à environ 1 800 m d'altitude. Livigno est aussi le départ de la 16e étape où le célèbre col du Stelvio est franchi après une cinquantaine de kilomètres de course. Ensuite, après une centaine de kilomètres en descente puis à plat, 31 des 36 derniers kilomètres sont en montée et aboutissent à Santa Cristina Valgardena (Trentin-Haut-Adige) pour une arrivée au sommet au Monte Pana. La 17e étape ne compte pas de portions plates : au départ de Selva di Val Gardena, les coureurs franchissent cinq cols dont le dernier, le Passo del Brocon est atteint après une ascension de 12,2 km. La 18e étape quitte pour une journée le massif alpin avec un départ donné à Fiera di Primiero (Trentin-Haut-Adige) et une arrivée à Padoue (Vénétie) à l'issue d'un parcours plat. Partant de Mortegliano (Frioul-Vénétie Julienne), la 19e étape est une étape de moyenne montagne rejoignant la commune de Sappada atteinte six kilomètres après la montée de la Cima Sappada. Depuis Alpago, la 20e étape escalade deux fois le Monte Grappa (18,2 km d'ascension) avant de dévaler pendant une trentaine de kilomètres presque sans interruption vers Bassano del Grappa, en Vénétie. La traditionnelle dernière étape parcourt les artères de Rome sous la forme d'un circuit.

### Équipes
En tant que course World Tour, les 18 équipes World Tour participent automatiquement à la course. L'équipe belge Pro Team, Lotto Dstny est invitée grâce à son classement mais fait le choix de ne pas prendre part à la course.
| WorldTeams (18)- Alpecin-Deceuninck - Arkéa-B&B Hotels - Astana Qazaqstan Team - Bahrain Victorious - Bora-Hansgrohe - Cofidis - Decathlon-AG2R La Mondiale - EF Education-EasyPost - Groupama-FDJ - Ineos Grenadiers - Intermarché-Wanty - Lidl-Trek - Movistar Team - Soudal Quick-Step - Team dsm-firmenich PostNL - Team Jayco AlUla - Team Visma \| Lease a Bike - UAE Team Emirates ProTeams (4)- Israel-Premier Tech - Polti Kometa - Tudor Pro Cycling Team - VF Group-Bardiani CSF-Faizané |
| |

### Favoris et principaux participants

#### Pour le classement général
Le 17 décembre 2023, Tadej Pogačar annonce sa présence sur ce Tour d'Italie. Il s'agit de sa première participation au Tour d'Italie, où il est considéré favori numéro 1 à la victoire finale. L'opposition semble a priori assez faible. Les autres candidats à une bonne place au classement général sont notamment le deuxième de l'édition précédente, le Britannique Geraint Thomas, le Français Romain Bardet, le jeune Belge Cian Uijtdebroeks, l'Australien Ben O'Connor, l'Italien Damiano Caruso, le Colombien Daniel Martínez, l'Irlandais Eddie Dunbar, le Néerlandais Thymen Arensman, le grimpeur italien Giullio Ciccone ou son jeune compatriote Antonio Tiberi.
Seuls trois anciens vainqueurs de grands tours sont au départ : Pogačar, Thomas et Nairo Quintana.

#### Pour le classement par points
Le Belge Wout van Aert doit renoncer à sa participation à la suite de sa chute sur À Travers les Flandres. Son coéquipier sprinteur, Olav Kooij sera candidat à ce maillot de même que Jonathan Milan, vainqueur l'édition précédente de ce classement ou encore les finisseurs rapides ayant déjà remporté des courses en 2024 comme l'Australien Sam Welsford ou le Belge Gerben Thijssen.

#### Pour les victoires d'étapes
Neuf coureurs sont en lice pour intégrer la liste des cyclistes vainqueurs d'étapes sur les trois grands tours : Tadej Pogačar, Julian Alaphilippe, Fabio Jakobsen, Rafał Majka, Romain Bardet, Simon Clarke, Michael Woods, Lilian Calmejane et Alexey Lutsenko. Les deux premiers y parviennent, respectivement lors des 2e et 12e étapes.

## Déroulement de la course

### Première semaine: domination immédiate de Pogačar
Dès la première étape, Tadej Pogačar attaque dans la dernière côte mais est battu sur la ligne d'arrivée par les deux hommes qui avaient réussi à le suivre dans la descente : Maximilian Schachmann et Jhonatan Narváez. Ce dernier remporte l'étape et revêt par conséquent le premier maillot rose de ce Giro. Le lendemain, Pogačar place une attaque dans la montée finale vers le sanctuaire d'Oropa, gagne en solitaire et s'empare de la maglia rosa, reléguant tous ses adversaires à plusieurs dizaines de secondes. Sans surprise, les 3e et 4e étapes relativement plates sont remportées par des sprinteurs : Tim Merlier à Fossano et Jonathan Milan à Andora. Les échappées des 5e et 6e étapes aboutissent et consacrent les victoires de Benjamin Thomas à Lucques et de Pelayo Sánchez à Rapolano Terme. Le lendemain, le leader du classement général Tadej Pogačar remporte le premier contre-la-montre du Tour, à Pérouse, devant l'Italien Filippo Ganna, et le surlendemain la première étape de montagne, à Prati di Tivo. De ce fait, le Slovène prend 2 min 40 s d’avance sur le deuxième du classement général, Daniel Martínez, et relègue son principal concurrent Geraint Thomas à la troisième place, avec 2 min 58 s de retard. La veille du premier jour de repos, le sprinter Néerlandais Olav Kooij remporte la 9e étape à Naples et la première semaine du Giro se conclut sans changement significatif au classement général.

### Deuxième semaine: la confirmation de Pogačar
La 10e étape récompense le Français Valentin Paret-Peintre, membre de l'échappée qui émerge en fin de course. Les 11e et 13e étapes sont remportées au sprint à Francavilla al Mare et à Cento par le maillot cyclamen Jonathan Milan qui signe ses deuxième et troisième succès sur ce Giro. Comme deux jours auparavant, c'est un Français qui s'impose après une échappée lors de la 12e étape : Julian Alaphilippe renoue avec le succès sur une étape de Grand Tour presque trois ans après sa dernière victoire sur le Tour de France 2021. La 14e étape disputée en contre-la-montre voit Filippo Ganna prendre sa revanche sur le maillot rose slovène et l'emporter de 29 secondes sur celui-ci. La 15e étape confirme l'écrasante domination de Tadej Pogačar, auteur de 13 derniers kilomètres de feu, reléguant les autres favoris à près de trois minutes sur la ligne d'arrivée de Livigno et prenant une solide option sur la victoire finale avec une avance au classement général de presque sept minutes.

### Troisième semaine: la consécration de Pogačar
Dans une 16e étape raccourcie en raison des conditions atmosphériques, Tadej Pogačar émerge dans le dernier kilomètre et s'adjuge son cinquième succès. La 17e étape récompense Georg Steinhauser, parti à l'attaque dans le troisième des cinq cols de la journée, alors que Pogačar, arrivé deuxième, prend encore des secondes à ses adversaires. Tim Merlier remporte une seconde victoire au sprint lors de la 18e étape à Padoue. L'importante échappée de la 19e étape va à son terme et propulse Andrea Vendrame vers une victoire en solitaire à Sappada. Lors de la 20e étape comprenant une double ascension du Monte Grappa, Pogačar réalise une nouvelle démonstration, gagne une sixième étape et augmente encore son avance au classement général, reléguant son dauphin Daniel Martínez à 9 min 56 s et ses autres adversaires à plus de dix minutes. La dernière étape, qui se déroule dans la capitale romaine, se termine par un sprint massif, remporté une nouvelle fois par Tim Merlier devant Jonathan Milan et sacre Pogačar, vainqueur d’un Giro qu’il a outrageusement dominé avec six étapes à son actif et le classement du meilleur grimpeur en prime.

## Étapes
| Étape     | Date        | Villes étapes                                    |                             | Distance (km)         | Vainqueur d’étape      | Leader du classement général |
| --------- | ----------- | ------------------------------------------------ | --------------------------- | --------------------- | ---------------------- | ---------------------------- |
| 1re étape | sam. 4 mai  | Venaria Reale – Turin                            | Étape vallonnée             | 140                   | Jhonatan Narváez       | Jhonatan Narváez             |
| 2e étape  | dim. 5 mai  | San Francesco al Campo – mont Sacré d'Oropa      | Étape de moyenne montagne   | 161                   | Tadej Pogačar          | Tadej Pogačar                |
| 3e étape  | lun. 6 mai  | Novare – Fossano                                 | Étape de plaine             | 166                   | Tim Merlier            | Tadej Pogačar                |
| 4e étape  | mar. 7 mai  | Acqui Terme – Andora                             | Étape de plaine             | 190                   | Jonathan Milan         | Tadej Pogačar                |
| 5e étape  | mer. 8 mai  | Gênes – Lucques                                  | Étape vallonnée             | 178                   | Benjamin Thomas        | Tadej Pogačar                |
| 6e étape  | jeu. 9 mai  | Viareggio – Rapolano Terme                       | Étape vallonnée             | 180                   | Pelayo Sánchez         | Tadej Pogačar                |
| 7e étape  | ven. 10 mai | Foligno – Pérouse                                | Contre-la-montre individuel | 40,6                  | Tadej Pogačar          | Tadej Pogačar                |
| 8e étape  | sam. 11 mai | Spolète – Prati di Tivo                          | Étape de montagne           | 152                   | Tadej Pogačar          | Tadej Pogačar                |
| 9e étape  | dim. 12 mai | Avezzano – Naples                                | Étape de plaine             | 214                   | Olav Kooij             | Tadej Pogačar                |
|           | lun. 13 mai |                                                  | Jour de repos               | Journée de repos no 1 | Journée de repos no 1  | Journée de repos no 1        |
| 10e étape | mar. 14 mai | Pompéi – Cusano Mutri                            | Étape de montagne           | 142                   | Valentin Paret-Peintre | Tadej Pogačar                |
| 11e étape | mer. 15 mai | Foiano di Val Fortore – Francavilla al Mare      | Étape de plaine             | 207                   | Jonathan Milan         | Tadej Pogačar                |
| 12e étape | jeu. 16 mai | Martinsicuro – Fano                              | Étape vallonnée             | 193                   | Julian Alaphilippe     | Tadej Pogačar                |
| 13e étape | ven. 17 mai | Riccione – Cento                                 | Étape de plaine             | 179                   | Jonathan Milan         | Tadej Pogačar                |
| 14e étape | sam. 18 mai | Castiglione delle Stiviere – Desenzano del Garda | Contre-la-montre individuel | 31,2                  | Filippo Ganna          | Tadej Pogačar                |
| 15e étape | dim. 19 mai | Manerba del Garda – Livigno                      | Étape de montagne           | 222                   | Tadej Pogačar          | Tadej Pogačar                |
|           | lun. 20 mai |                                                  | Jour de repos               | Journée de repos no 2 | Journée de repos no 2  | Journée de repos no 2        |
| 16e étape | mar. 21 mai | Lasa – Santa Cristina Valgardena                 | Étape de montagne           | 118,7                 | Tadej Pogačar          | Tadej Pogačar                |
| 17e étape | mer. 22 mai | Selva di Val Gardena – Brocon Pass               | Étape de montagne           | 159                   | Georg Steinhauser      | Tadej Pogačar                |
| 18e étape | jeu. 23 mai | Fiera di Primiero – Padoue                       | Étape de plaine             | 178                   | Tim Merlier            | Tadej Pogačar                |
| 19e étape | ven. 24 mai | Mortegliano – Sappada                            | Étape de moyenne montagne   | 157                   | Andrea Vendrame        | Tadej Pogačar                |
| 20e étape | sam. 25 mai | Alpago – Bassano del Grappa                      | Étape de montagne           | 184                   | Tadej Pogačar          | Tadej Pogačar                |
| 21e étape | dim. 26 mai | Rome – Rome                                      | Étape de plaine             | 125                   | Tim Merlier            | Tadej Pogačar                |

## Classements

### Classement général final
| \| Classement général \| Classement général \| Classement général \| Classement général \| Classement général \| \| Coureur \| Coureur \| Pays \| Équipe \| Temps \| \| ------------------ \| ---------------------- \| ------------------ \| ----------------------------- \| ------------------ \| \| 1er \| Tadej Pogačar \| Slovénie \| UAE Team Emirates \| 79 h 14 min 03 s \| \| 2e \| Daniel Martínez \| Colombie \| Bora-Hansgrohe \| + 9 min 56 s \| \| 3e \| Geraint Thomas \| Royaume-Uni \| Ineos Grenadiers \| + 10 min 24 s \| \| 4e \| Ben O'Connor \| Australie \| Decathlon-AG2R La Mondiale \| + 12 min 07 s \| \| 5e \| Antonio Tiberi \| Italie \| Bahrain Victorious \| + 12 min 49 s \| \| 6e \| Thymen Arensman \| Pays-Bas \| Ineos Grenadiers \| + 14 min 31 s \| \| 7e \| Einer Rubio \| Colombie \| Movistar Team \| + 15 min 52 s \| \| 8e \| Jan Hirt \| Tchéquie \| Soudal Quick-Step \| + 18 min 05 s \| \| 9e \| Romain Bardet \| France \| Team dsm-firmenich PostNL \| + 20 min 32 s \| \| 10e \| Michael Storer \| Australie \| Tudor Pro Cycling Team \| + 21 min 11 s \| \| 11e \| Filippo Zana \| Italie \| Team Jayco AlUla \| + 23 min 59 s \| \| 12e \| Lorenzo Fortunato \| Italie \| Astana Qazaqstan Team \| + 26 min 44 s \| \| 13e \| Davide Piganzoli \| Italie \| Team Polti Kometa \| + 32 min 23 s \| \| 14e \| Simon Geschke \| Allemagne \| Cofidis \| + 33 min 55 s \| \| 15e \| Rafał Majka \| Pologne \| UAE Team Emirates \| + 37 min 05 s \| \| 16e \| Valentin Paret-Peintre \| France \| Decathlon-AG2R La Mondiale \| + 43 min 26 s \| \| 17e \| Damiano Caruso \| Italie \| Bahrain Victorious \| + 48 min 16 s \| \| 18e \| Luca Covili \| Italie \| VF Group-Bardiani CSF-Faizanè \| + 51 min 08 s \| \| 19e \| Nairo Quintana \| Colombie \| Movistar Team \| + 54 min 37 s \| \| 20e \| Domenico Pozzovivo \| Italie \| VF Group-Bardiani CSF-Faizanè \| + 56 min 32 s \| \| 21e \| Alex Baudin \| France \| Decathlon-AG2R La Mondiale \| + 1 h 00 min 47 s \| \| 22e \| Attila Valter \| Hongrie \| Team Visma \\| Lease a Bike \| + 1 h 04 min 46 s \| \| 23e \| Nicola Conci \| Italie \| Alpecin-Deceuninck \| + 1 h 09 min 10 s \| \| 24e \| Giovanni Aleotti \| Italie \| Bora-Hansgrohe \| + 1 h 13 min 03 s \| \| 25e \| Michel Ries \| Luxembourg \| Arkéa-B&B Hotels \| + 1 h 20 min 06 s \| |                        |             |                               |                   |
| |                        |             |                               |                   |
| Source : ProCyclingStats |                        |             |                               |                   |
| Classement général |                        |             |                               |                   |
| Coureur | Coureur                | Pays        | Équipe                        | Temps             |
| 1er | Tadej Pogačar          | Slovénie    | UAE Team Emirates             | 79 h 14 min 03 s  |
| 2e | Daniel Martínez        | Colombie    | Bora-Hansgrohe                | + 9 min 56 s      |
| 3e | Geraint Thomas         | Royaume-Uni | Ineos Grenadiers              | + 10 min 24 s     |
| 4e | Ben O'Connor           | Australie   | Decathlon-AG2R La Mondiale    | + 12 min 07 s     |
| 5e | Antonio Tiberi         | Italie      | Bahrain Victorious            | + 12 min 49 s     |
| 6e | Thymen Arensman        | Pays-Bas    | Ineos Grenadiers              | + 14 min 31 s     |
| 7e | Einer Rubio            | Colombie    | Movistar Team                 | + 15 min 52 s     |
| 8e | Jan Hirt               | Tchéquie    | Soudal Quick-Step             | + 18 min 05 s     |
| 9e | Romain Bardet          | France      | Team dsm-firmenich PostNL     | + 20 min 32 s     |
| 10e | Michael Storer         | Australie   | Tudor Pro Cycling Team        | + 21 min 11 s     |
| 11e | Filippo Zana           | Italie      | Team Jayco AlUla              | + 23 min 59 s     |
| 12e | Lorenzo Fortunato      | Italie      | Astana Qazaqstan Team         | + 26 min 44 s     |
| 13e | Davide Piganzoli       | Italie      | Team Polti Kometa             | + 32 min 23 s     |
| 14e | Simon Geschke          | Allemagne   | Cofidis                       | + 33 min 55 s     |
| 15e | Rafał Majka            | Pologne     | UAE Team Emirates             | + 37 min 05 s     |
| 16e | Valentin Paret-Peintre | France      | Decathlon-AG2R La Mondiale    | + 43 min 26 s     |
| 17e | Damiano Caruso         | Italie      | Bahrain Victorious            | + 48 min 16 s     |
| 18e | Luca Covili            | Italie      | VF Group-Bardiani CSF-Faizanè | + 51 min 08 s     |
| 19e | Nairo Quintana         | Colombie    | Movistar Team                 | + 54 min 37 s     |
| 20e | Domenico Pozzovivo     | Italie      | VF Group-Bardiani CSF-Faizanè | + 56 min 32 s     |
| 21e | Alex Baudin            | France      | Decathlon-AG2R La Mondiale    | + 1 h 00 min 47 s |
| 22e | Attila Valter          | Hongrie     | Team Visma \| Lease a Bike    | + 1 h 04 min 46 s |
| 23e | Nicola Conci           | Italie      | Alpecin-Deceuninck            | + 1 h 09 min 10 s |
| 24e | Giovanni Aleotti       | Italie      | Bora-Hansgrohe                | + 1 h 13 min 03 s |
| 25e | Michel Ries            | Luxembourg  | Arkéa-B&B Hotels              | + 1 h 20 min 06 s |

### Classements annexes
| Classement par points | Classement par points | Classement par points | Classement par points         | Classement par points |
| Coureur               | Coureur               | Pays                  | Équipe                        | Points                |
| --------------------- | --------------------- | --------------------- | ----------------------------- | --------------------- |
| 1er                   | Jonathan Milan        | Italie                | Lidl-Trek                     | 352 pts               |
| 2e                    | Kaden Groves          | Australie             | Alpecin-Deceuninck            | 225 pts               |
| 3e                    | Tim Merlier           | Belgique              | Soudal Quick-Step             | 193 pts               |
| 4e                    | Julian Alaphilippe    | France                | Soudal Quick-Step             | 132 pts               |
| 5e                    | Tadej Pogačar         | Slovénie              | UAE Team Emirates             | 126 pts               |
| 6e                    | Andrea Pietrobon      | Italie                | Team Polti Kometa             | 117 pts               |
| 7e                    | Filippo Fiorelli      | Italie                | VF Group-Bardiani CSF-Faizanè | 116 pts               |
| 8e                    | Davide Ballerini      | Italie                | Astana Qazaqstan Team         | 84 pts                |
| 9e                    | Jhonatan Narváez      | Équateur              | Ineos Grenadiers              | 80 pts                |
| 10e                   | Stanisław Aniołkowski | Pologne               | Cofidis                       | 78 pts                |

| Classement par points | Classement par points | Classement par points | Classement par points         | Classement par points |
| Coureur               | Coureur               | Pays                  | Équipe                        | Points                |
| --------------------- | --------------------- | --------------------- | ----------------------------- | --------------------- |
| 1er                   | Jonathan Milan        | Italie                | Lidl-Trek                     | 352 pts               |
| 2e                    | Kaden Groves          | Australie             | Alpecin-Deceuninck            | 225 pts               |
| 3e                    | Tim Merlier           | Belgique              | Soudal Quick-Step             | 193 pts               |
| 4e                    | Julian Alaphilippe    | France                | Soudal Quick-Step             | 132 pts               |
| 5e                    | Tadej Pogačar         | Slovénie              | UAE Team Emirates             | 126 pts               |
| 6e                    | Andrea Pietrobon      | Italie                | Team Polti Kometa             | 117 pts               |
| 7e                    | Filippo Fiorelli      | Italie                | VF Group-Bardiani CSF-Faizanè | 116 pts               |
| 8e                    | Davide Ballerini      | Italie                | Astana Qazaqstan Team         | 84 pts                |
| 9e                    | Jhonatan Narváez      | Équateur              | Ineos Grenadiers              | 80 pts                |
| 10e                   | Stanisław Aniołkowski | Pologne               | Cofidis                       | 78 pts                |

| Classement de la montagne | Classement de la montagne | Classement de la montagne | Classement de la montagne     | Classement de la montagne |
| Coureur                   | Coureur                   | Pays                      | Équipe                        | Points                    |
| ------------------------- | ------------------------- | ------------------------- | ----------------------------- | ------------------------- |
| 1er                       | Tadej Pogačar             | Slovénie                  | UAE Team Emirates             | 270 pts                   |
| 2e                        | Giulio Pellizzari         | Italie                    | VF Group-Bardiani CSF-Faizanè | 206 pts                   |
| 3e                        | Georg Steinhauser         | Allemagne                 | EF Education-EasyPost         | 153 pts                   |
| 4e                        | Nairo Quintana            | Colombie                  | Movistar Team                 | 114 pts                   |
| 5e                        | Julian Alaphilippe        | France                    | Soudal Quick-Step             | 101 pts                   |
| 6e                        | Daniel Martínez           | Colombie                  | Bora-Hansgrohe                | 81 pts                    |
| 7e                        | Simon Geschke             | Allemagne                 | Cofidis                       | 78 pts                    |
| 8e                        | Valentin Paret-Peintre    | France                    | Decathlon-AG2R La Mondiale    | 59 pts                    |
| 9e                        | Romain Bardet             | France                    | Team dsm-firmenich PostNL     | 47 pts                    |
| 10e                       | Amanuel Ghebreigzabhier   | Érythrée                  | Lidl-Trek                     | 42 pts                    |

| Classement de la montagne | Classement de la montagne | Classement de la montagne | Classement de la montagne     | Classement de la montagne |
| Coureur                   | Coureur                   | Pays                      | Équipe                        | Points                    |
| ------------------------- | ------------------------- | ------------------------- | ----------------------------- | ------------------------- |
| 1er                       | Tadej Pogačar             | Slovénie                  | UAE Team Emirates             | 270 pts                   |
| 2e                        | Giulio Pellizzari         | Italie                    | VF Group-Bardiani CSF-Faizanè | 206 pts                   |
| 3e                        | Georg Steinhauser         | Allemagne                 | EF Education-EasyPost         | 153 pts                   |
| 4e                        | Nairo Quintana            | Colombie                  | Movistar Team                 | 114 pts                   |
| 5e                        | Julian Alaphilippe        | France                    | Soudal Quick-Step             | 101 pts                   |
| 6e                        | Daniel Martínez           | Colombie                  | Bora-Hansgrohe                | 81 pts                    |
| 7e                        | Simon Geschke             | Allemagne                 | Cofidis                       | 78 pts                    |
| 8e                        | Valentin Paret-Peintre    | France                    | Decathlon-AG2R La Mondiale    | 59 pts                    |
| 9e                        | Romain Bardet             | France                    | Team dsm-firmenich PostNL     | 47 pts                    |
| 10e                       | Amanuel Ghebreigzabhier   | Érythrée                  | Lidl-Trek                     | 42 pts                    |

| Classement du meilleur jeune | Classement du meilleur jeune | Classement du meilleur jeune | Classement du meilleur jeune | Classement du meilleur jeune |
| Coureur                      | Coureur                      | Pays                         | Équipe                       | Temps                        |
| ---------------------------- | ---------------------------- | ---------------------------- | ---------------------------- | ---------------------------- |
| 1er                          | Antonio Tiberi               | Italie                       | Bahrain Victorious           | 79 h 26 min 52 s             |
| 2e                           | Thymen Arensman              | Pays-Bas                     | Ineos Grenadiers             | + 1 min 42 s                 |
| 3e                           | Filippo Zana                 | Italie                       | Team Jayco AlUla             | + 11 min 10 s                |
| 4e                           | Davide Piganzoli             | Italie                       | Team Polti Kometa            | + 19 min 34 s                |
| 5e                           | Valentin Paret-Peintre       | France                       | Decathlon-AG2R La Mondiale   | + 30 min 37 s                |
| 6e                           | Alex Baudin                  | France                       | Decathlon-AG2R La Mondiale   | + 47 min 58 s                |
| 7e                           | Giovanni Aleotti             | Italie                       | Bora-Hansgrohe               | + 1 h 00 min 14 s            |
| 8e                           | Edoardo Zambanini            | Italie                       | Bahrain Victorious           | + 1 h 13 min 07 s            |
| 9e                           | Kevin Vermaerke              | États-Unis                   | Team dsm-firmenich PostNL    | + 1 h 20 min 52 s            |
| 10e                          | Mauri Vansevenant            | Belgique                     | Soudal Quick-Step            | + 1 h 34 min 54 s            |

| Classement du meilleur jeune | Classement du meilleur jeune | Classement du meilleur jeune | Classement du meilleur jeune | Classement du meilleur jeune |
| Coureur                      | Coureur                      | Pays                         | Équipe                       | Temps                        |
| ---------------------------- | ---------------------------- | ---------------------------- | ---------------------------- | ---------------------------- |
| 1er                          | Antonio Tiberi               | Italie                       | Bahrain Victorious           | 79 h 26 min 52 s             |
| 2e                           | Thymen Arensman              | Pays-Bas                     | Ineos Grenadiers             | + 1 min 42 s                 |
| 3e                           | Filippo Zana                 | Italie                       | Team Jayco AlUla             | + 11 min 10 s                |
| 4e                           | Davide Piganzoli             | Italie                       | Team Polti Kometa            | + 19 min 34 s                |
| 5e                           | Valentin Paret-Peintre       | France                       | Decathlon-AG2R La Mondiale   | + 30 min 37 s                |
| 6e                           | Alex Baudin                  | France                       | Decathlon-AG2R La Mondiale   | + 47 min 58 s                |
| 7e                           | Giovanni Aleotti             | Italie                       | Bora-Hansgrohe               | + 1 h 00 min 14 s            |
| 8e                           | Edoardo Zambanini            | Italie                       | Bahrain Victorious           | + 1 h 13 min 07 s            |
| 9e                           | Kevin Vermaerke              | États-Unis                   | Team dsm-firmenich PostNL    | + 1 h 20 min 52 s            |
| 10e                          | Mauri Vansevenant            | Belgique                     | Soudal Quick-Step            | + 1 h 34 min 54 s            |

| Classement par équipes | Classement par équipes        | Classement par équipes | Classement par équipes |
| Équipe                 | Équipe                        | Pays                   | Temps                  |
| ---------------------- | ----------------------------- | ---------------------- | ---------------------- |
| 1re                    | Decathlon-AG2R La Mondiale    | France                 | 238 h 30 min 07 s      |
| 2e                     | Ineos Grenadiers              | Royaume-Uni            | + 44 min 23 s          |
| 3e                     | UAE Team Emirates             | Émirats arabes unis    | + 1 h 01 min 50 s      |
| 4e                     | Bahrain Victorious            | Bahreïn                | + 1 h 20 min 25 s      |
| 5e                     | Movistar Team                 | Espagne                | + 1 h 51 min 00 s      |
| 6e                     | Astana Qazaqstan Team         | Kazakhstan             | + 1 h 58 min 31 s      |
| 7e                     | VF Group-Bardiani CSF-Faizané | Italie                 | + 2 h 16 min 59 s      |
| 8e                     | Team dsm-firmenich PostNL     | Pays-Bas               | + 2 h 18 min 50 s      |
| 9e                     | Bora-Hansgrohe                | Allemagne              | + 2 h 45 min 37 s      |
| 10e                    | Soudal Quick-Step             | Belgique               | + 2 h 58 min 22 s      |

| Classement par équipes | Classement par équipes        | Classement par équipes | Classement par équipes |
| Équipe                 | Équipe                        | Pays                   | Temps                  |
| ---------------------- | ----------------------------- | ---------------------- | ---------------------- |
| 1re                    | Decathlon-AG2R La Mondiale    | France                 | 238 h 30 min 07 s      |
| 2e                     | Ineos Grenadiers              | Royaume-Uni            | + 44 min 23 s          |
| 3e                     | UAE Team Emirates             | Émirats arabes unis    | + 1 h 01 min 50 s      |
| 4e                     | Bahrain Victorious            | Bahreïn                | + 1 h 20 min 25 s      |
| 5e                     | Movistar Team                 | Espagne                | + 1 h 51 min 00 s      |
| 6e                     | Astana Qazaqstan Team         | Kazakhstan             | + 1 h 58 min 31 s      |
| 7e                     | VF Group-Bardiani CSF-Faizané | Italie                 | + 2 h 16 min 59 s      |
| 8e                     | Team dsm-firmenich PostNL     | Pays-Bas               | + 2 h 18 min 50 s      |
| 9e                     | Bora-Hansgrohe                | Allemagne              | + 2 h 45 min 37 s      |
| 10e                    | Soudal Quick-Step             | Belgique               | + 2 h 58 min 22 s      |

#### Autres classements
- Classement des sprints intermédiaires[6] :  Andrea Pietrobon
- Classement de la combativité :  Julian Alaphilippe
- Classement Fuga Bianchi[7] :  Andrea Pietrobon
- Cima Coppi :  Giulio Pellizzari
- Cima Pantani :  Tadej Pogačar
- Intergiro:  Alessandro Tonelli
- Trophée Bonacossa[8] :  Antonio Tiberi
- Classement du fair-play :

### Classement UCI
La course attribue des points au Classement mondial UCI 2024 selon le barème suivant :
| Position                   | 1er  | 2e  | 3e  | 4e  | 5e  | 6e  | 7e  | 8e  | 9e  | 10e | 11e | 12e | 13e | 14e | 15e | 16e | 17e | 18e | 19e | 20e | 20e à 25e | 26e à 30e | 31e à 40e | 41e à 50e | 51e à 55e | 56e à 60e |
| -------------------------- | ---- | --- | --- | --- | --- | --- | --- | --- | --- | --- | --- | --- | --- | --- | --- | --- | --- | --- | --- | --- | --------- | --------- | --------- | --------- | --------- | --------- |
| Classement général         | 1100 | 885 | 750 | 600 | 495 | 415 | 340 | 285 | 235 | 180 | 155 | 130 | 110 | 90  | 80  | 75  | 70  | 60  | 44  | 55  | 50        | 30        | 25        | 20        | 15        | 10        |
| Par étapes                 | 180  | 130 | 95  | 80  | 60  | 45  | 40  | 35  | 30  | 25  | 20  | 15  | 10  | 5   | 2   |     |     |     |     |     |           |           |           |           |           |           |
| Classements finaux annexes | 180  | 130 | 95  |     |     |     |     |     |     |     |     |     |     |     |     |     |     |     |     |     |           |           |           |           |           |           |
| Leader par étapes          | 20   |     |     |     |     |     |     |     |     |     |     |     |     |     |     |     |     |     |     |     |           |           |           |           |           |           |

#### Points gagnés à l'issue de la course
| Rang | Coureur | Équipe | Général | Etape | Leader | Annexe | Total |
| ---- | ------- | ------ | ------- | ----- | ------ | ------ | ----- |
| 1    |         |        |         |       |        |        |       |
| 2    |         |        |         |       |        |        |       |
| 3    |         |        |         |       |        |        |       |
| 4    |         |        |         |       |        |        |       |
| 5    |         |        |         |       |        |        |       |
| 6    |         |        |         |       |        |        |       |
| 7    |         |        |         |       |        |        |       |
| 8    |         |        |         |       |        |        |       |
| 9    |         |        |         |       |        |        |       |
| 10   |         |        |         |       |        |        |       |

## Évolution des classements

### Règlements
Le classement général, dont le leader porte le maillot rose, s'établit en additionnant les temps réalisés à chaque étape, puis en ôtant d'éventuelles bonifications (10, 6 et 4 secondes à l'arrivée des étapes en ligne et 3, 2 et 1 secondes au second sprint intermédiaire de chaque étape). En cas d'égalité, les critères de départage, dans l'ordre, sont : dixièmes et centièmes de seconde enregistrés lors des contre-la-montre, addition des places obtenues lors de chaque étape, place obtenue lors de la dernière étape. Ce classement est le plus important de la course et le gagnant est le vainqueur du Giro.
Le classement par points, dont le leader porte le maillot cyclamen, est l'addition des points attribués à l'arrivée des étapes et au premier sprint intermédiaire de chaque étape en ligne. Comme c'est le cas depuis 2014, la répartition des points est différente selon le type d'étape. Ainsi, le classement par points est établi en fonction du barème suivant :
- Pour les arrivées des étapes dites « sans difficulté » ou de « basse difficulté » : 50, 35, 25, 18, 14, 12, 10, 8, 7, 6, 5, 4, 3, 2 et 1 point(s) pour les 15 premiers coureurs classés ;
- Pour les arrivées des étapes dites de « moyenne difficulté » : 25, 18, 12, 8, 6, 5, 4, 3, 2, 1 point(s) pour les 10 premiers coureurs classés ;
- Pour les arrivées des étapes dites de « haute montagne » et les contre-la-montre individuels : 15, 12, 9, 7, 6, 5, 4, 3, 2 et 1 point(s) pour les 10 premiers coureurs classés ;
- Pour les sprints intermédiaires (le premier de chaque étape en ligne) : 12, 8, 6, 5, 4, 3, 2 et 1 point(s) pour les 8 premiers coureurs classés.

En cas d'égalité de points, les critères de départage, dans l'ordre, sont : nombre de victoires d'étape, nombre de sprints intermédiaires, classement général.
Le classement de la montagne, dont le leader porte le maillot bleu, consiste en l'addition des points obtenus au sommet des différentes ascensions classées tout au long de l'épreuve, en fonction du barème suivant :
- Pour l'ascension dite Cima Coppi : 50, 30, 20, 14, 10, 6, 4, 2 et 1 point pour les 9 premiers coureurs classés ;
- Pour les ascensions de 1re catégorie (arrivée au sommet) : 50, 24, 16, 9, 6, 4, 2 et 1 point pour les 8 premiers coureurs classés ;
- Pour les ascensions de 1re catégorie : 40, 18, 12, 9, 6, 4, 2 et 1 point pour les 8 premiers coureurs classés ;
- Pour les ascensions de 2e catégorie : 18, 8, 6, 4, 2 et 1 point pour les 6 premiers coureurs classés ;
- Pour les ascensions de 3e catégorie : 9, 4, 2 et 1 point pour les 4 premiers coureurs classés ;
- Pour les ascensions de 4e catégorie : 3, 2 et 1 point pour les 3 premiers coureurs classés.

En cas d'égalité de points, les critères de départage, dans l'ordre, sont : nombre de premières places dans la Cima Coppi, les ascensions de 1re, de 2e, de 3e, puis de 4e catégorie, et le classement général.
Le classement du meilleur jeune, dont le leader porte le maillot blanc, est le classement général des coureurs nés après le 1er janvier 1999.
Il existe également un classement pour les équipes. Le classement par équipes de l'étape est l'addition des trois meilleurs temps individuels de chaque équipe, sauf lors du contre-la-montre par équipes, où l'on prend le temps de l'équipe. En cas d'égalité, les critères de départage, dans l'ordre, sont : addition des places des 3 premiers coureurs des équipes concernées, place du meilleur coureur sur l'étape. Calculer le classement par équipes revient à additionner les classements par équipes de chaque étape. En cas d'égalité, les critères de départage, dans l'ordre, sont : nombre de premières places dans le classement par équipes du jour, nombre de deuxièmes places dans le classement par équipes du jour, etc., place au classement général du meilleur coureur des équipes concernées.

### Suivi étape par étape
| Étape              | Vainqueur              | Classement général | Classement par points | Classement de la montagne | Classement du meilleur jeune | Classement par équipes     |
| ------------------ | ---------------------- | ------------------ | --------------------- | ------------------------- | ---------------------------- | -------------------------- |
| 1                  | Jhonatan Narváez       | Jhonatan Narváez   | Jhonatan Narváez      | Lilian Calmejane          | Alex Baudin                  | Ineos Grenadiers           |
| 2                  | Tadej Pogačar          | Tadej Pogačar      | Filippo Fiorelli      | Tadej Pogačar             | Cian Uijtdebroeks            | Bora-Hansgrohe             |
| 3                  | Tim Merlier            | Tadej Pogačar      | Tim Merlier           | Tadej Pogačar             | Cian Uijtdebroeks            | Bora-Hansgrohe             |
| 4                  | Jonathan Milan         | Tadej Pogačar      | Jonathan Milan        | Tadej Pogačar             | Cian Uijtdebroeks            | Ineos Grenadiers           |
| 5                  | Benjamin Thomas        | Tadej Pogačar      | Jonathan Milan        | Tadej Pogačar             | Cian Uijtdebroeks            | Ineos Grenadiers           |
| 6                  | Pelayo Sánchez         | Tadej Pogačar      | Jonathan Milan        | Tadej Pogačar             | Cian Uijtdebroeks            | Ineos Grenadiers           |
| 7                  | Tadej Pogačar          | Tadej Pogačar      | Jonathan Milan        | Tadej Pogačar             | Luke Plapp                   | Ineos Grenadiers           |
| 8                  | Tadej Pogačar          | Tadej Pogačar      | Jonathan Milan        | Tadej Pogačar             | Cian Uijtdebroeks            | Decathlon AG2R La Mondiale |
| 9                  | Olav Kooij             | Tadej Pogačar      | Jonathan Milan        | Tadej Pogačar             | Cian Uijtdebroeks            | Decathlon AG2R La Mondiale |
| 10                 | Valentin Paret-Peintre | Tadej Pogačar      | Jonathan Milan        | Tadej Pogačar             | Cian Uijtdebroeks            | Decathlon AG2R La Mondiale |
| 11                 | Jonathan Milan         | Tadej Pogačar      | Jonathan Milan        | Tadej Pogačar             | Antonio Tiberi               | Decathlon AG2R La Mondiale |
| 12                 | Julian Alaphilippe     | Tadej Pogačar      | Jonathan Milan        | Tadej Pogačar             | Antonio Tiberi               | Decathlon AG2R La Mondiale |
| 13                 | Jonathan Milan         | Tadej Pogačar      | Jonathan Milan        | Tadej Pogačar             | Antonio Tiberi               | Decathlon AG2R La Mondiale |
| 14                 | Filippo Ganna          | Tadej Pogačar      | Jonathan Milan        | Tadej Pogačar             | Antonio Tiberi               | Ineos Grenadiers           |
| 15                 | Tadej Pogačar          | Tadej Pogačar      | Jonathan Milan        | Tadej Pogačar             | Antonio Tiberi               | Ineos Grenadiers           |
| 16                 | Tadej Pogačar          | Tadej Pogačar      | Jonathan Milan        | Tadej Pogačar             | Antonio Tiberi               | Decathlon AG2R La Mondiale |
| 17                 | Georg Steinhauser      | Tadej Pogačar      | Jonathan Milan        | Tadej Pogačar             | Antonio Tiberi               | Decathlon AG2R La Mondiale |
| 18                 | Tim Merlier            | Tadej Pogačar      | Jonathan Milan        | Tadej Pogačar             | Antonio Tiberi               | Decathlon AG2R La Mondiale |
| 19                 | Andrea Vendrame        | Tadej Pogačar      | Jonathan Milan        | Tadej Pogačar             | Antonio Tiberi               | Decathlon AG2R La Mondiale |
| 20                 | Tadej Pogačar          | Tadej Pogačar      | Jonathan Milan        | Tadej Pogačar             | Antonio Tiberi               | Decathlon AG2R La Mondiale |
| 21                 | Tim Merlier            | Tadej Pogačar      | Jonathan Milan        | Tadej Pogačar             | Antonio Tiberi               | Decathlon AG2R La Mondiale |
| Classements finals | Classements finals     | Tadej Pogačar      | Jonathan Milan        | Tadej Pogačar             | Antonio Tiberi               | Decathlon AG2R La Mondiale |

## Liste des participants
| Ineos Grenadiers IGD                                 | Ineos Grenadiers IGD           | Ineos Grenadiers IGD |
| ---------------------------------------------------- | ------------------------------ | -------------------- |
| Num                                                  | Coureur                        | Pos                  |
| 1                                                    | Geraint Thomas (GBR)           | 3e                   |
| 2                                                    | Thymen Arensman (NED)          | 6e                   |
| 3                                                    | Tobias Foss (NOR)              | 79e                  |
| 4                                                    | Filippo Ganna (ITA) (chrono)   | 101e                 |
| 5                                                    | Jhonatan Narváez (ECU) (route) | 28e                  |
| 6                                                    | Magnus Sheffield (USA)         | 59e                  |
| 7                                                    | Ben Swift (GBR)                | 58e                  |
| 8                                                    | Connor Swift (GBR)             | 83e                  |
| Directeur sportif : Oliver Cookson, Zakkari Dempster |                                |                      |

| Alpecin-Deceuninck ADC                               | Alpecin-Deceuninck ADC      | Alpecin-Deceuninck ADC |
| ---------------------------------------------------- | --------------------------- | ---------------------- |
| Num                                                  | Coureur                     | Pos                    |
| 11                                                   | Kaden Groves (AUS)          | 91e                    |
| 12                                                   | Tobias Bayer (AUT)          | 96e                    |
| 13                                                   | Nicola Conci (ITA)          | 23e                    |
| 14                                                   | Quinten Hermans (BEL)       | 53e                    |
| 15                                                   | Jimmy Janssens (BEL)        | 84e                    |
| 16                                                   | Timo Kielich (BEL)          | 111e                   |
| 17                                                   | Edward Planckaert (BEL)     | 95e                    |
| 18                                                   | Fabio Van den Bossche (BEL) | 107e                   |
| Directeur sportif : Gianni Meersman, Jens Keukeleire |                             |                        |

| Arkéa-B&B Hotels ARK                               | Arkéa-B&B Hotels ARK   | Arkéa-B&B Hotels ARK |
| -------------------------------------------------- | ---------------------- | -------------------- |
| Num                                                | Coureur                | Pos                  |
| 21                                                 | Jenthe Biermans (BEL)  | NP-16                |
| 22                                                 | Louis Barré (FRA)      | NP-11                |
| 23                                                 | Ewen Costiou (FRA)     | 90e                  |
| 24                                                 | David Dekker (NED)     | AB-17                |
| 25                                                 | Donavan Grondin (FRA)  | 119e                 |
| 26                                                 | Michel Ries (LUX)      | 25e                  |
| 27                                                 | Alan Riou (FRA)        | 142e                 |
| 28                                                 | Alessandro Verre (ITA) | 73e                  |
| Directeur sportif : Mickaël Leveau, Laurent Pichon |                        |                      |

| Astana Qazaqstan Team AST                           | Astana Qazaqstan Team AST               | Astana Qazaqstan Team AST |
| --------------------------------------------------- | --------------------------------------- | ------------------------- |
| Num                                                 | Coureur                                 | Pos                       |
| 31                                                  | Alexey Lutsenko (KAZ) (route et chrono) | NP-9                      |
| 32                                                  | Davide Ballerini (ITA)                  | 70e                       |
| 33                                                  | Lorenzo Fortunato (ITA)                 | 12e                       |
| 34                                                  | Max Kanter (GER)                        | NP-10                     |
| 35                                                  | Henok Mulubrhan (ERI) (route)           | 47e                       |
| 36                                                  | Vadim Pronskiy (KAZ)                    | NP-15                     |
| 37                                                  | Christian Scaroni (ITA)                 | NP-18                     |
| 38                                                  | Simone Velasco (ITA) (route)            | 32e                       |
| Directeur sportif : Alexandr Shefer, Stefano Zanini |                                         |                           |

| Bora-Hansgrohe BOH                                | Bora-Hansgrohe BOH             | Bora-Hansgrohe BOH |
| ------------------------------------------------- | ------------------------------ | ------------------ |
| Num                                               | Coureur                        | Pos                |
| 41                                                | Daniel Martínez (COL) (chrono) | 2e                 |
| 42                                                | Giovanni Aleotti (ITA)         | 24e                |
| 43                                                | Patrick Gamper (AUT)           | 86e                |
| 44                                                | Jonas Koch (GER)               | 100e               |
| 45                                                | Florian Lipowitz (GER)         | NP-6               |
| 46                                                | Ryan Mullen (IRL) (chrono)     | 131e               |
| 47                                                | Maximilian Schachmann (GER)    | 45e                |
| 48                                                | Danny van Poppel (NED)         | NP-16              |
| Directeur sportif : Enrico Gasparotto, Patxi Vila |                                |                    |

| Cofidis COF                         | Cofidis COF                 | Cofidis COF |
| ----------------------------------- | --------------------------- | ----------- |
| Num                                 | Coureur                     | Pos         |
| 51                                  | Stefano Oldani (ITA)        | NP-11       |
| 52                                  | Stanisław Aniołkowski (POL) | 129e        |
| 53                                  | Nicolas Debeaumarché (FRA)  | 114e        |
| 54                                  | Thomas Champion (FRA)       | 55e         |
| 55                                  | Rubén Fernández (ESP)       | 54e         |
| 56                                  | Simon Geschke (GER)         | 14e         |
| 57                                  | Benjamin Thomas (FRA)       | AB-16       |
| 58                                  | Harrison Wood (GBR)         | 66e         |
| Directeur sportif : Roberto Damiani |                             |             |

| Decathlon-AG2R La Mondiale DAT                     | Decathlon-AG2R La Mondiale DAT | Decathlon-AG2R La Mondiale DAT |
| -------------------------------------------------- | ------------------------------ | ------------------------------ |
| Num                                                | Coureur                        | Pos                            |
| 61                                                 | Ben O'Connor (AUS)             | 4e                             |
| 62                                                 | Alex Baudin (FRA)              | 21e                            |
| 63                                                 | Aurélien Paret-Peintre (FRA)   | 26e                            |
| 64                                                 | Valentin Paret-Peintre (FRA)   | 16e                            |
| 65                                                 | Damien Touzé (FRA)             | 69e                            |
| 66                                                 | Bastien Tronchon (FRA)         | 88e                            |
| 67                                                 | Andrea Vendrame (ITA)          | 46e                            |
| 68                                                 | Lawrence Warbasse (USA)        | 37e                            |
| Directeur sportif : Stéphane Goubert, Cyril Dessel |                                |                                |

| EF Education-EasyPost EFE                              | EF Education-EasyPost EFE | EF Education-EasyPost EFE |
| ------------------------------------------------------ | ------------------------- | ------------------------- |
| Num                                                    | Coureur                   | Pos                       |
| 71                                                     | Esteban Chaves (COL)      | 35e                       |
| 72                                                     | Alexander Cepeda (ECU)    | 71e                       |
| 73                                                     | Stefan de Bod (RSA)       | 80e                       |
| 74                                                     | Simon Carr (GBR)          | AB-3                      |
| 75                                                     | Mikkel Honoré (DEN)       | 62e                       |
| 76                                                     | Andrea Piccolo (ITA)      | AB-19                     |
| 77                                                     | Georg Steinhauser (GER)   | 33e                       |
| 78                                                     | Michael Valgren (DEN)     | 38e                       |
| Directeur sportif : Matti Breschel, Tejay van Garderen |                           |                           |

| Groupama-FDJ GFC                                | Groupama-FDJ GFC      | Groupama-FDJ GFC |
| ----------------------------------------------- | --------------------- | ---------------- |
| Num                                             | Coureur               | Pos              |
| 81                                              | Laurence Pithie (NZL) | 103e             |
| 82                                              | Lewis Askey (GBR)     | 93e              |
| 83                                              | Cyril Barthe (FRA)    | 72e              |
| 84                                              | Clément Davy (FRA)    | AB-15            |
| 85                                              | Lorenzo Germani (ITA) | 87e              |
| 86                                              | Olivier Le Gac (FRA)  | 133e             |
| 87                                              | Fabian Lienhard (SUI) | 139e             |
| 88                                              | Enzo Paleni (FRA)     | 56e              |
| Directeur sportif : Frédéric Guesdon, Yvon Caër |                       |                  |

| Intermarché-Wanty IWA                            | Intermarché-Wanty IWA           | Intermarché-Wanty IWA |
| ------------------------------------------------ | ------------------------------- | --------------------- |
| Num                                              | Coureur                         | Pos                   |
| 91                                               | Biniam Girmay (ERI) (chrono)    | AB-4                  |
| 92                                               | Lilian Calmejane (FRA)          | 42e                   |
| 93                                               | Kevin Colleoni (ITA)            | 98e                   |
| 94                                               | Dries De Pooter (BEL)           | 106e                  |
| 95                                               | Madis Mihkels (EST)             | 112e                  |
| 96                                               | Adrien Petit (FRA)              | AB-5                  |
| 97                                               | Dion Smith (NZL)                | 89e                   |
| 98                                               | Roel van Sintmaartensdijk (NED) | 104e                  |
| Directeur sportif : Steven De Neef, Aike Visbeek |                                 |                       |

| Israel-Premier Tech IPT                      | Israel-Premier Tech IPT | Israel-Premier Tech IPT |
| -------------------------------------------- | ----------------------- | ----------------------- |
| Num                                          | Coureur                 | Pos                     |
| 101                                          | Michael Woods (CAN)     | NP-6                    |
| 102                                          | Simon Clarke (AUS)      | 97e                     |
| 103                                          | Marco Frigo (ITA)       | 44e                     |
| 104                                          | Hugo Hofstetter (FRA)   | 126e                    |
| 105                                          | Riley Pickrell (CAN)    | NP-6                    |
| 106                                          | Nadav Raisberg (ISR)    | NP-6                    |
| 107                                          | Nick Schultz (AUS)      | NP-19                   |
| 109                                          | Ethan Vernon (GBR)      | NP-10                   |
| Directeur sportif : René Andrle, Rene Mandri |                         |                         |

| Lidl-Trek LTK                                   | Lidl-Trek LTK                 | Lidl-Trek LTK |
| ----------------------------------------------- | ----------------------------- | ------------- |
| Num                                             | Coureur                       | Pos           |
| 111                                             | Jonathan Milan (ITA)          | 118e          |
| 112                                             | Andrea Bagioli (ITA)          | 65e           |
| 113                                             | Simone Consonni (ITA)         | 123e          |
| 114                                             | Amanuel Ghebreigzabhier (ERI) | 63e           |
| 115                                             | Daan Hoole (NED)              | 132e          |
| 116                                             | Juan Pedro López (ESP)        | 39e           |
| 117                                             | Jasper Stuyven (BEL)          | 92e           |
| 118                                             | Edward Theuns (BEL)           | 113e          |
| Directeur sportif : Grégory Rast, Adriano Baffi |                               |               |

| Movistar Team MOV                                           | Movistar Team MOV      | Movistar Team MOV |
| ----------------------------------------------------------- | ---------------------- | ----------------- |
| Num                                                         | Coureur                | Pos               |
| 121                                                         | Nairo Quintana (COL)   | 19e               |
| 122                                                         | Albert Torres (ESP)    | 68e               |
| 123                                                         | William Barta (USA)    | 50e               |
| 124                                                         | Davide Cimolai (ITA)   | 134e              |
| 125                                                         | Fernando Gaviria (COL) | 137e              |
| 126                                                         | Lorenzo Milesi (ITA)   | 85e               |
| 127                                                         | Einer Rubio (COL)      | 7e                |
| 128                                                         | Pelayo Sánchez (ESP)   | 40e               |
| Directeur sportif : Maximilian Sciandri, José Joaquín Rojas |                        |                   |

| Soudal Quick-Step SOQ                           | Soudal Quick-Step SOQ    | Soudal Quick-Step SOQ |
| ----------------------------------------------- | ------------------------ | --------------------- |
| Num                                             | Coureur                  | Pos                   |
| 131                                             | Julian Alaphilippe (FRA) | 48e                   |
| 132                                             | Josef Černý (CZE)        | 141e                  |
| 133                                             | Jan Hirt (CZE)           | 8e                    |
| 134                                             | Luke Lamperti (USA)      | 117e                  |
| 135                                             | Tim Merlier (BEL)        | 138e                  |
| 136                                             | Pieter Serry (BEL)       | 78e                   |
| 137                                             | Bert Van Lerberghe (BEL) | 135e                  |
| 138                                             | Mauri Vansevenant (BEL)  | 30e                   |
| Directeur sportif : Davide Bramati, Iljo Keisse |                          |                       |

| Team dsm-firmenich PostNL DFP                     | Team dsm-firmenich PostNL DFP | Team dsm-firmenich PostNL DFP |
| ------------------------------------------------- | ----------------------------- | ----------------------------- |
| Num                                               | Coureur                       | Pos                           |
| 141                                               | Romain Bardet (FRA)           | 9e                            |
| 142                                               | Tobias Lund Andresen (DEN)    | 140e                          |
| 143                                               | Chris Hamilton (AUS)          | 36e                           |
| 144                                               | Fabio Jakobsen (NED)          | NP-12                         |
| 145                                               | Gijs Leemreize (NED)          | 43e                           |
| 146                                               | Julius van den Berg (NED)     | AB-16                         |
| 147                                               | Kevin Vermaerke (USA)         | 29e                           |
| 148                                               | Bram Welten (NED)             | NP-4                          |
| Directeur sportif : Matthew Winston, Pim Ligthart |                               |                               |

| Team Jayco AlUla JAY                               | Team Jayco AlUla JAY               | Team Jayco AlUla JAY |
| -------------------------------------------------- | ---------------------------------- | -------------------- |
| Num                                                | Coureur                            | Pos                  |
| 151                                                | Alessandro De Marchi (ITA)         | 51e                  |
| 152                                                | Eddie Dunbar (IRL)                 | NP-3                 |
| 153                                                | Caleb Ewan (AUS)                   | 120e                 |
| 154                                                | Michael Hepburn (AUS)              | 115e                 |
| 155                                                | Luka Mezgec (SLO)                  | NP-14                |
| 156                                                | Luke Plapp (AUS) (route et chrono) | 52e                  |
| 157                                                | Max Walscheid (GER)                | 127e                 |
| 158                                                | Filippo Zana (ITA)                 | 11e                  |
| Directeur sportif : David McPartland, Valerio Piva |                                    |                      |

| Team Polti Kometa PTK                                         | Team Polti Kometa PTK       | Team Polti Kometa PTK |
| ------------------------------------------------------------- | --------------------------- | --------------------- |
| Num                                                           | Coureur                     | Pos                   |
| 161                                                           | Matteo Fabbro (ITA)         | 94e                   |
| 162                                                           | Davide Bais (ITA)           | 76e                   |
| 163                                                           | Mattia Bais (ITA)           | 61e                   |
| 164                                                           | Giovanni Lonardi (ITA)      | 128e                  |
| 165                                                           | Mirco Maestri (ITA)         | 60e                   |
| 166                                                           | Andrea Pietrobon (ITA)      | 109e                  |
| 167                                                           | Davide Piganzoli (ITA)      | 13e                   |
| 168                                                           | Francisco Muñoz Llana (ESP) | 122e                  |
| Directeur sportif : Jesús Hernández Blázquez, Stefano Zanatta |                             |                       |

| Team Visma \| Lease a Bike TVL             | Team Visma \| Lease a Bike TVL        | Team Visma \| Lease a Bike TVL |
| ------------------------------------------ | ------------------------------------- | ------------------------------ |
| Num                                        | Coureur                               | Pos                            |
| 171                                        | Christophe Laporte (FRA) (route)      | NP-8                           |
| 172                                        | Edoardo Affini (ITA)                  | 130e                           |
| 173                                        | Tim van Dijke (NED)                   | 105e                           |
| 174                                        | Robert Gesink (NED)                   | NP-2                           |
| 175                                        | Olav Kooij (NED)                      | NP-10                          |
| 176                                        | Jan Tratnik (SLO)                     | 34e                            |
| 177                                        | Cian Uijtdebroeks (BEL)               | NP-11                          |
| 178                                        | Attila Valter (HUN) (route et chrono) | 22e                            |
| Directeur sportif : Addy Engels, Marc Reef |                                       |                                |

| Tudor Pro Cycling Team TUD                        | Tudor Pro Cycling Team TUD | Tudor Pro Cycling Team TUD |
| ------------------------------------------------- | -------------------------- | -------------------------- |
| Num                                               | Coureur                    | Pos                        |
| 181                                               | Matteo Trentin (ITA)       | 82e                        |
| 182                                               | Alberto Dainese (ITA)      | 116e                       |
| 183                                               | Robin Froidevaux (SUI)     | 136e                       |
| 184                                               | Alexander Kamp (DEN)       | 110e                       |
| 185                                               | Alexander Krieger (GER)    | AB-9                       |
| 186                                               | Marius Mayrhofer (GER)     | NP-10                      |
| 187                                               | Michael Storer (AUS)       | 10e                        |
| 188                                               | Florian Stork (GER)        | 74e                        |
| Directeur sportif : Matteo Tosatto, Claudio Cozzi |                            |                            |

| UAE Team Emirates UAD                            | UAE Team Emirates UAD                 | UAE Team Emirates UAD |
| ------------------------------------------------ | ------------------------------------- | --------------------- |
| Num                                              | Coureur                               | Pos                   |
| 191                                              | Tadej Pogačar (SLO) (route et chrono) | 1er                   |
| 192                                              | Rui Oliveira (POR)                    | 121e                  |
| 193                                              | Mikkel Norsgaard Bjerg (DEN)          | 108e                  |
| 194                                              | Felix Großschartner (AUT)             | 31e                   |
| 195                                              | Vegard Stake Laengen (NOR)            | 75e                   |
| 196                                              | Rafał Majka (POL)                     | 15e                   |
| 197                                              | Sebastián Molano (COL)                | 125e                  |
| 198                                              | Domen Novak (SLO)                     | 67e                   |
| Directeur sportif : Fabio Baldato, Marco Marcato |                                       |                       |

| VF Group-Bardiani CSF-Faizanè VBF                    | VF Group-Bardiani CSF-Faizanè VBF | VF Group-Bardiani CSF-Faizanè VBF |
| ---------------------------------------------------- | --------------------------------- | --------------------------------- |
| Num                                                  | Coureur                           | Pos                               |
| 201                                                  | Domenico Pozzovivo (ITA)          | 20e                               |
| 202                                                  | Luca Covili (ITA)                 | 18e                               |
| 203                                                  | Filippo Fiorelli (ITA)            | 77e                               |
| 204                                                  | Martin Marcellusi (ITA)           | 99e                               |
| 205                                                  | Manuele Tarozzi (ITA)             | 102e                              |
| 206                                                  | Giulio Pellizzari (ITA)           | 49e                               |
| 207                                                  | Alessandro Tonelli (ITA)          | 41e                               |
| 208                                                  | Enrico Zanoncello (ITA)           | 124e                              |
| Directeur sportif : Alessandro Donati, Mirko Rossato |                                   |                                   |

| Bahrain Victorious TBV                                 | Bahrain Victorious TBV  | Bahrain Victorious TBV |
| ------------------------------------------------------ | ----------------------- | ---------------------- |
| Num                                                    | Coureur                 | Pos                    |
| 211                                                    | Antonio Tiberi (ITA)    | 4e                     |
| 212                                                    | Rainer Kepplinger (AUT) | 64e                    |
| 213                                                    | Phil Bauhaus (GER)      | NP-14                  |
| 214                                                    | Damiano Caruso (ITA)    | 17e                    |
| 215                                                    | Andrea Pasqualon (ITA)  | 81e                    |
| 216                                                    | Edoardo Zambanini (ITA) | 27e                    |
| 217                                                    | Jasha Sütterlin (GER)   | 57e                    |
| 218                                                    | Torstein Træen (NOR)    | AB-4                   |
| Directeur sportif : Gorazd Štangelj, Franco Pellizotti |                         |                        |

| Ineos Grenadiers IGD                                 | Ineos Grenadiers IGD           | Ineos Grenadiers IGD |
| ---------------------------------------------------- | ------------------------------ | -------------------- |
| Num                                                  | Coureur                        | Pos                  |
| 1                                                    | Geraint Thomas (GBR)           | 3e                   |
| 2                                                    | Thymen Arensman (NED)          | 6e                   |
| 3                                                    | Tobias Foss (NOR)              | 79e                  |
| 4                                                    | Filippo Ganna (ITA) (chrono)   | 101e                 |
| 5                                                    | Jhonatan Narváez (ECU) (route) | 28e                  |
| 6                                                    | Magnus Sheffield (USA)         | 59e                  |
| 7                                                    | Ben Swift (GBR)                | 58e                  |
| 8                                                    | Connor Swift (GBR)             | 83e                  |
| Directeur sportif : Oliver Cookson, Zakkari Dempster |                                |                      |

| Alpecin-Deceuninck ADC                               | Alpecin-Deceuninck ADC      | Alpecin-Deceuninck ADC |
| ---------------------------------------------------- | --------------------------- | ---------------------- |
| Num                                                  | Coureur                     | Pos                    |
| 11                                                   | Kaden Groves (AUS)          | 91e                    |
| 12                                                   | Tobias Bayer (AUT)          | 96e                    |
| 13                                                   | Nicola Conci (ITA)          | 23e                    |
| 14                                                   | Quinten Hermans (BEL)       | 53e                    |
| 15                                                   | Jimmy Janssens (BEL)        | 84e                    |
| 16                                                   | Timo Kielich (BEL)          | 111e                   |
| 17                                                   | Edward Planckaert (BEL)     | 95e                    |
| 18                                                   | Fabio Van den Bossche (BEL) | 107e                   |
| Directeur sportif : Gianni Meersman, Jens Keukeleire |                             |                        |

| Arkéa-B&B Hotels ARK                               | Arkéa-B&B Hotels ARK   | Arkéa-B&B Hotels ARK |
| -------------------------------------------------- | ---------------------- | -------------------- |
| Num                                                | Coureur                | Pos                  |
| 21                                                 | Jenthe Biermans (BEL)  | NP-16                |
| 22                                                 | Louis Barré (FRA)      | NP-11                |
| 23                                                 | Ewen Costiou (FRA)     | 90e                  |
| 24                                                 | David Dekker (NED)     | AB-17                |
| 25                                                 | Donavan Grondin (FRA)  | 119e                 |
| 26                                                 | Michel Ries (LUX)      | 25e                  |
| 27                                                 | Alan Riou (FRA)        | 142e                 |
| 28                                                 | Alessandro Verre (ITA) | 73e                  |
| Directeur sportif : Mickaël Leveau, Laurent Pichon |                        |                      |

| Astana Qazaqstan Team AST                           | Astana Qazaqstan Team AST               | Astana Qazaqstan Team AST |
| --------------------------------------------------- | --------------------------------------- | ------------------------- |
| Num                                                 | Coureur                                 | Pos                       |
| 31                                                  | Alexey Lutsenko (KAZ) (route et chrono) | NP-9                      |
| 32                                                  | Davide Ballerini (ITA)                  | 70e                       |
| 33                                                  | Lorenzo Fortunato (ITA)                 | 12e                       |
| 34                                                  | Max Kanter (GER)                        | NP-10                     |
| 35                                                  | Henok Mulubrhan (ERI) (route)           | 47e                       |
| 36                                                  | Vadim Pronskiy (KAZ)                    | NP-15                     |
| 37                                                  | Christian Scaroni (ITA)                 | NP-18                     |
| 38                                                  | Simone Velasco (ITA) (route)            | 32e                       |
| Directeur sportif : Alexandr Shefer, Stefano Zanini |                                         |                           |

| Bora-Hansgrohe BOH                                | Bora-Hansgrohe BOH             | Bora-Hansgrohe BOH |
| ------------------------------------------------- | ------------------------------ | ------------------ |
| Num                                               | Coureur                        | Pos                |
| 41                                                | Daniel Martínez (COL) (chrono) | 2e                 |
| 42                                                | Giovanni Aleotti (ITA)         | 24e                |
| 43                                                | Patrick Gamper (AUT)           | 86e                |
| 44                                                | Jonas Koch (GER)               | 100e               |
| 45                                                | Florian Lipowitz (GER)         | NP-6               |
| 46                                                | Ryan Mullen (IRL) (chrono)     | 131e               |
| 47                                                | Maximilian Schachmann (GER)    | 45e                |
| 48                                                | Danny van Poppel (NED)         | NP-16              |
| Directeur sportif : Enrico Gasparotto, Patxi Vila |                                |                    |

| Cofidis COF                         | Cofidis COF                 | Cofidis COF |
| ----------------------------------- | --------------------------- | ----------- |
| Num                                 | Coureur                     | Pos         |
| 51                                  | Stefano Oldani (ITA)        | NP-11       |
| 52                                  | Stanisław Aniołkowski (POL) | 129e        |
| 53                                  | Nicolas Debeaumarché (FRA)  | 114e        |
| 54                                  | Thomas Champion (FRA)       | 55e         |
| 55                                  | Rubén Fernández (ESP)       | 54e         |
| 56                                  | Simon Geschke (GER)         | 14e         |
| 57                                  | Benjamin Thomas (FRA)       | AB-16       |
| 58                                  | Harrison Wood (GBR)         | 66e         |
| Directeur sportif : Roberto Damiani |                             |             |

| Decathlon-AG2R La Mondiale DAT                     | Decathlon-AG2R La Mondiale DAT | Decathlon-AG2R La Mondiale DAT |
| -------------------------------------------------- | ------------------------------ | ------------------------------ |
| Num                                                | Coureur                        | Pos                            |
| 61                                                 | Ben O'Connor (AUS)             | 4e                             |
| 62                                                 | Alex Baudin (FRA)              | 21e                            |
| 63                                                 | Aurélien Paret-Peintre (FRA)   | 26e                            |
| 64                                                 | Valentin Paret-Peintre (FRA)   | 16e                            |
| 65                                                 | Damien Touzé (FRA)             | 69e                            |
| 66                                                 | Bastien Tronchon (FRA)         | 88e                            |
| 67                                                 | Andrea Vendrame (ITA)          | 46e                            |
| 68                                                 | Lawrence Warbasse (USA)        | 37e                            |
| Directeur sportif : Stéphane Goubert, Cyril Dessel |                                |                                |

| EF Education-EasyPost EFE                              | EF Education-EasyPost EFE | EF Education-EasyPost EFE |
| ------------------------------------------------------ | ------------------------- | ------------------------- |
| Num                                                    | Coureur                   | Pos                       |
| 71                                                     | Esteban Chaves (COL)      | 35e                       |
| 72                                                     | Alexander Cepeda (ECU)    | 71e                       |
| 73                                                     | Stefan de Bod (RSA)       | 80e                       |
| 74                                                     | Simon Carr (GBR)          | AB-3                      |
| 75                                                     | Mikkel Honoré (DEN)       | 62e                       |
| 76                                                     | Andrea Piccolo (ITA)      | AB-19                     |
| 77                                                     | Georg Steinhauser (GER)   | 33e                       |
| 78                                                     | Michael Valgren (DEN)     | 38e                       |
| Directeur sportif : Matti Breschel, Tejay van Garderen |                           |                           |

| Groupama-FDJ GFC                                | Groupama-FDJ GFC      | Groupama-FDJ GFC |
| ----------------------------------------------- | --------------------- | ---------------- |
| Num                                             | Coureur               | Pos              |
| 81                                              | Laurence Pithie (NZL) | 103e             |
| 82                                              | Lewis Askey (GBR)     | 93e              |
| 83                                              | Cyril Barthe (FRA)    | 72e              |
| 84                                              | Clément Davy (FRA)    | AB-15            |
| 85                                              | Lorenzo Germani (ITA) | 87e              |
| 86                                              | Olivier Le Gac (FRA)  | 133e             |
| 87                                              | Fabian Lienhard (SUI) | 139e             |
| 88                                              | Enzo Paleni (FRA)     | 56e              |
| Directeur sportif : Frédéric Guesdon, Yvon Caër |                       |                  |

| Intermarché-Wanty IWA                            | Intermarché-Wanty IWA           | Intermarché-Wanty IWA |
| ------------------------------------------------ | ------------------------------- | --------------------- |
| Num                                              | Coureur                         | Pos                   |
| 91                                               | Biniam Girmay (ERI) (chrono)    | AB-4                  |
| 92                                               | Lilian Calmejane (FRA)          | 42e                   |
| 93                                               | Kevin Colleoni (ITA)            | 98e                   |
| 94                                               | Dries De Pooter (BEL)           | 106e                  |
| 95                                               | Madis Mihkels (EST)             | 112e                  |
| 96                                               | Adrien Petit (FRA)              | AB-5                  |
| 97                                               | Dion Smith (NZL)                | 89e                   |
| 98                                               | Roel van Sintmaartensdijk (NED) | 104e                  |
| Directeur sportif : Steven De Neef, Aike Visbeek |                                 |                       |

| Israel-Premier Tech IPT                      | Israel-Premier Tech IPT | Israel-Premier Tech IPT |
| -------------------------------------------- | ----------------------- | ----------------------- |
| Num                                          | Coureur                 | Pos                     |
| 101                                          | Michael Woods (CAN)     | NP-6                    |
| 102                                          | Simon Clarke (AUS)      | 97e                     |
| 103                                          | Marco Frigo (ITA)       | 44e                     |
| 104                                          | Hugo Hofstetter (FRA)   | 126e                    |
| 105                                          | Riley Pickrell (CAN)    | NP-6                    |
| 106                                          | Nadav Raisberg (ISR)    | NP-6                    |
| 107                                          | Nick Schultz (AUS)      | NP-19                   |
| 109                                          | Ethan Vernon (GBR)      | NP-10                   |
| Directeur sportif : René Andrle, Rene Mandri |                         |                         |

| Lidl-Trek LTK                                   | Lidl-Trek LTK                 | Lidl-Trek LTK |
| ----------------------------------------------- | ----------------------------- | ------------- |
| Num                                             | Coureur                       | Pos           |
| 111                                             | Jonathan Milan (ITA)          | 118e          |
| 112                                             | Andrea Bagioli (ITA)          | 65e           |
| 113                                             | Simone Consonni (ITA)         | 123e          |
| 114                                             | Amanuel Ghebreigzabhier (ERI) | 63e           |
| 115                                             | Daan Hoole (NED)              | 132e          |
| 116                                             | Juan Pedro López (ESP)        | 39e           |
| 117                                             | Jasper Stuyven (BEL)          | 92e           |
| 118                                             | Edward Theuns (BEL)           | 113e          |
| Directeur sportif : Grégory Rast, Adriano Baffi |                               |               |

| Movistar Team MOV                                           | Movistar Team MOV      | Movistar Team MOV |
| ----------------------------------------------------------- | ---------------------- | ----------------- |
| Num                                                         | Coureur                | Pos               |
| 121                                                         | Nairo Quintana (COL)   | 19e               |
| 122                                                         | Albert Torres (ESP)    | 68e               |
| 123                                                         | William Barta (USA)    | 50e               |
| 124                                                         | Davide Cimolai (ITA)   | 134e              |
| 125                                                         | Fernando Gaviria (COL) | 137e              |
| 126                                                         | Lorenzo Milesi (ITA)   | 85e               |
| 127                                                         | Einer Rubio (COL)      | 7e                |
| 128                                                         | Pelayo Sánchez (ESP)   | 40e               |
| Directeur sportif : Maximilian Sciandri, José Joaquín Rojas |                        |                   |

| Soudal Quick-Step SOQ                           | Soudal Quick-Step SOQ    | Soudal Quick-Step SOQ |
| ----------------------------------------------- | ------------------------ | --------------------- |
| Num                                             | Coureur                  | Pos                   |
| 131                                             | Julian Alaphilippe (FRA) | 48e                   |
| 132                                             | Josef Černý (CZE)        | 141e                  |
| 133                                             | Jan Hirt (CZE)           | 8e                    |
| 134                                             | Luke Lamperti (USA)      | 117e                  |
| 135                                             | Tim Merlier (BEL)        | 138e                  |
| 136                                             | Pieter Serry (BEL)       | 78e                   |
| 137                                             | Bert Van Lerberghe (BEL) | 135e                  |
| 138                                             | Mauri Vansevenant (BEL)  | 30e                   |
| Directeur sportif : Davide Bramati, Iljo Keisse |                          |                       |

| Team dsm-firmenich PostNL DFP                     | Team dsm-firmenich PostNL DFP | Team dsm-firmenich PostNL DFP |
| ------------------------------------------------- | ----------------------------- | ----------------------------- |
| Num                                               | Coureur                       | Pos                           |
| 141                                               | Romain Bardet (FRA)           | 9e                            |
| 142                                               | Tobias Lund Andresen (DEN)    | 140e                          |
| 143                                               | Chris Hamilton (AUS)          | 36e                           |
| 144                                               | Fabio Jakobsen (NED)          | NP-12                         |
| 145                                               | Gijs Leemreize (NED)          | 43e                           |
| 146                                               | Julius van den Berg (NED)     | AB-16                         |
| 147                                               | Kevin Vermaerke (USA)         | 29e                           |
| 148                                               | Bram Welten (NED)             | NP-4                          |
| Directeur sportif : Matthew Winston, Pim Ligthart |                               |                               |

| Team Jayco AlUla JAY                               | Team Jayco AlUla JAY               | Team Jayco AlUla JAY |
| -------------------------------------------------- | ---------------------------------- | -------------------- |
| Num                                                | Coureur                            | Pos                  |
| 151                                                | Alessandro De Marchi (ITA)         | 51e                  |
| 152                                                | Eddie Dunbar (IRL)                 | NP-3                 |
| 153                                                | Caleb Ewan (AUS)                   | 120e                 |
| 154                                                | Michael Hepburn (AUS)              | 115e                 |
| 155                                                | Luka Mezgec (SLO)                  | NP-14                |
| 156                                                | Luke Plapp (AUS) (route et chrono) | 52e                  |
| 157                                                | Max Walscheid (GER)                | 127e                 |
| 158                                                | Filippo Zana (ITA)                 | 11e                  |
| Directeur sportif : David McPartland, Valerio Piva |                                    |                      |

| Team Polti Kometa PTK                                         | Team Polti Kometa PTK       | Team Polti Kometa PTK |
| ------------------------------------------------------------- | --------------------------- | --------------------- |
| Num                                                           | Coureur                     | Pos                   |
| 161                                                           | Matteo Fabbro (ITA)         | 94e                   |
| 162                                                           | Davide Bais (ITA)           | 76e                   |
| 163                                                           | Mattia Bais (ITA)           | 61e                   |
| 164                                                           | Giovanni Lonardi (ITA)      | 128e                  |
| 165                                                           | Mirco Maestri (ITA)         | 60e                   |
| 166                                                           | Andrea Pietrobon (ITA)      | 109e                  |
| 167                                                           | Davide Piganzoli (ITA)      | 13e                   |
| 168                                                           | Francisco Muñoz Llana (ESP) | 122e                  |
| Directeur sportif : Jesús Hernández Blázquez, Stefano Zanatta |                             |                       |

| Team Visma \| Lease a Bike TVL             | Team Visma \| Lease a Bike TVL        | Team Visma \| Lease a Bike TVL |
| ------------------------------------------ | ------------------------------------- | ------------------------------ |
| Num                                        | Coureur                               | Pos                            |
| 171                                        | Christophe Laporte (FRA) (route)      | NP-8                           |
| 172                                        | Edoardo Affini (ITA)                  | 130e                           |
| 173                                        | Tim van Dijke (NED)                   | 105e                           |
| 174                                        | Robert Gesink (NED)                   | NP-2                           |
| 175                                        | Olav Kooij (NED)                      | NP-10                          |
| 176                                        | Jan Tratnik (SLO)                     | 34e                            |
| 177                                        | Cian Uijtdebroeks (BEL)               | NP-11                          |
| 178                                        | Attila Valter (HUN) (route et chrono) | 22e                            |
| Directeur sportif : Addy Engels, Marc Reef |                                       |                                |

| Tudor Pro Cycling Team TUD                        | Tudor Pro Cycling Team TUD | Tudor Pro Cycling Team TUD |
| ------------------------------------------------- | -------------------------- | -------------------------- |
| Num                                               | Coureur                    | Pos                        |
| 181                                               | Matteo Trentin (ITA)       | 82e                        |
| 182                                               | Alberto Dainese (ITA)      | 116e                       |
| 183                                               | Robin Froidevaux (SUI)     | 136e                       |
| 184                                               | Alexander Kamp (DEN)       | 110e                       |
| 185                                               | Alexander Krieger (GER)    | AB-9                       |
| 186                                               | Marius Mayrhofer (GER)     | NP-10                      |
| 187                                               | Michael Storer (AUS)       | 10e                        |
| 188                                               | Florian Stork (GER)        | 74e                        |
| Directeur sportif : Matteo Tosatto, Claudio Cozzi |                            |                            |

| UAE Team Emirates UAD                            | UAE Team Emirates UAD                 | UAE Team Emirates UAD |
| ------------------------------------------------ | ------------------------------------- | --------------------- |
| Num                                              | Coureur                               | Pos                   |
| 191                                              | Tadej Pogačar (SLO) (route et chrono) | 1er                   |
| 192                                              | Rui Oliveira (POR)                    | 121e                  |
| 193                                              | Mikkel Norsgaard Bjerg (DEN)          | 108e                  |
| 194                                              | Felix Großschartner (AUT)             | 31e                   |
| 195                                              | Vegard Stake Laengen (NOR)            | 75e                   |
| 196                                              | Rafał Majka (POL)                     | 15e                   |
| 197                                              | Sebastián Molano (COL)                | 125e                  |
| 198                                              | Domen Novak (SLO)                     | 67e                   |
| Directeur sportif : Fabio Baldato, Marco Marcato |                                       |                       |

| VF Group-Bardiani CSF-Faizanè VBF                    | VF Group-Bardiani CSF-Faizanè VBF | VF Group-Bardiani CSF-Faizanè VBF |
| ---------------------------------------------------- | --------------------------------- | --------------------------------- |
| Num                                                  | Coureur                           | Pos                               |
| 201                                                  | Domenico Pozzovivo (ITA)          | 20e                               |
| 202                                                  | Luca Covili (ITA)                 | 18e                               |
| 203                                                  | Filippo Fiorelli (ITA)            | 77e                               |
| 204                                                  | Martin Marcellusi (ITA)           | 99e                               |
| 205                                                  | Manuele Tarozzi (ITA)             | 102e                              |
| 206                                                  | Giulio Pellizzari (ITA)           | 49e                               |
| 207                                                  | Alessandro Tonelli (ITA)          | 41e                               |
| 208                                                  | Enrico Zanoncello (ITA)           | 124e                              |
| Directeur sportif : Alessandro Donati, Mirko Rossato |                                   |                                   |

| Bahrain Victorious TBV                                 | Bahrain Victorious TBV  | Bahrain Victorious TBV |
| ------------------------------------------------------ | ----------------------- | ---------------------- |
| Num                                                    | Coureur                 | Pos                    |
| 211                                                    | Antonio Tiberi (ITA)    | 4e                     |
| 212                                                    | Rainer Kepplinger (AUT) | 64e                    |
| 213                                                    | Phil Bauhaus (GER)      | NP-14                  |
| 214                                                    | Damiano Caruso (ITA)    | 17e                    |
| 215                                                    | Andrea Pasqualon (ITA)  | 81e                    |
| 216                                                    | Edoardo Zambanini (ITA) | 27e                    |
| 217                                                    | Jasha Sütterlin (GER)   | 57e                    |
| 218                                                    | Torstein Træen (NOR)    | AB-4                   |
| Directeur sportif : Gorazd Štangelj, Franco Pellizotti |                         |                        |